# Кухітська Воля
Кухі́тська Во́ля (раніше — Кухецька Воля) — село у Зарічненській громаді Вараського району Рівненської області України.

## Сучасність
Населення станом на 1 січня 2007 року становить 2568 осіб.
Сільраді підпорядковані села Ждань та Острівськ.
Є школа I—III ступенів, бібліотека, сільський клуб, дільнична лікарня на 16 ліжок, аптека.

## Історія
Кухітська Воля вперше згадується в документах Державного архіву Рівненської області 1789 року. Письмових відомостей про подальшу історію села від цього часу до Першої світової війни не збереглося.
В роки Першої світової війни в селі відбувалися бої. Будинки майже всі були спалені, близько 60 % працездатного населення було мобілізовано в армію. На потреби війська у місцевих селян реквізовувались коні, велика рогата худоба. Усе працездатне населення в обов'язковому порядку залучалось на окопні роботи. Поліський край став прифронтовою територією після прориву Брусилова влітку 1916 року, коли фронт стабілізувався по річці Стохід. На території села дислокувалися російські війська, знаходилися продуктові склади армії та сховища зброї.
В період між Першою та Другою світовими війнами село опинилося в складі Польщі. Польська шляхта забирала найкращі землі собі, виганяючи з них місцевих українських селян за межі села. Виселенці шукали незаймані землі, очищали окремі території і там селилися. Так навколо села почали виникати хутори. З якого часу в селі появились поляки достеменно ніхто не знає. Однак свідки тих подій стверджують, що відразу після підписання Ризького мирно договору в 1921 році їх чисельність збільшилася.
З 1921 року Кухітська Воля стала гміною і увійшла до складу Пінського повіту Поліського воєводства Польщі. Польська влада перешкоджала розвиткові української освіти та культури. Офіційною вважалась лише польська мова, нею і проводились навчання в школах.
На початку села знаходився великий маєток польського пана Моздрова. Він займав високу посаду у Варшаві, а землі і садибу в Кухітській Волі, як більшість поляків отримав в нагороду за службу короні. Неподалік від маєтку поляки спорудили і католицький костел, де проводили свої богослужіння. В цьому ж костьолі і знаходилась початкова польська початкова школа, у якій викладали польські вчителі. Поряд знаходилось польське кладовище. Землю для кладовища виділив польський пан Позняк Франко.
У міжвоєнний період у селі працювала одна стаціонарна та 3 пересувні бібліотеки, які в 1938 році мали 800 книг. Книги належали організації «Polska Macierz Szkolna» («Польська шкільна матиця»).
Після того, як 17 вересня 1939 року Червона армія перейшла кордон Польщі і розпочала бойові дії проти польської армії, село опинилося в складі УРСР. В селі було створено два колективних господарств: імені Сергія Кірова (на Кухітській Волі-1) та імені Тарас Шевченка (на Кухітській Волі-2). Відповідно і сільських рад в селі було дві — одна на Кухітській Волі-1 друга на Кухітській Волі-2.
В перші дні після нападу Німеччини на СРСР в селі появилися німецькі війська. В самому селі німецькі війська постійно не перебували, оскільки вони були зосереджені в Любешові та Морочному. Однак проводились каральні акції з метою розстрілів комсомольців, комуністів та активістів, які підозрювались в допомозі радянським партизанам. Було страчено голову сільради Ю. У. Мороза, голову колгоспу А. К. Ковенька.
Старостою села при німецькій окупації був Гриценко Василь Гордійович (засуджений після війни радянською владою до 25 років ув'язнення).
Багато мешканців села загинули перебуваючи в складі партизанських загонів та загонів ОУН — УПА.
В роки Другої світової війни жителі села брали участь у партизанській боротьбі проти нацистських загарбників. На фронтах нім.-рад. війни та в партизанському русі проти нацистів билися 195 жителів села, з них 155 нагороджено. У боротьбі з ворогом загинуло понад 100 чоловік. На їх честь встановлено пам'ятник-обеліск.
3 березня 1944 року радянські війська зайняли Зарічне, а до 10 липня 1944 року внаслідок успішно проведеної операції «Багратіон» війська 2-го Білоруського фронту повнісью зайняли Зарічненський район. Після відновлення радянської влади було створено зимою 1944 року мобілізаційний пункт у селі Морочне.
Після звільнення села зазнало переслідувань польське населення. Частина поляків повернулася назад в Польщу, деякі польські сім'ї було звинувачено в антирадянській діяльності і вислано в Сибір. Костел теж було закрито в 1944 році. Деякий час там ще діяла польська школа яка теж згодом була закрита. На його території після війни розпочато облаштування сільської дільничної лікарні.
Землі і маєтки поляків, які проживали в селі до війни, було захоплено. В подальшому вони використовувались для місцевих потреб.
Колгоспи в селі почали відновлювати лише в 1948 році. В 1950 році було видано директиву про укрупнення колгоспів. На виконання даних вказівок вищого керівництва в 1952 році відбулося об'єднання і колгоспів в один, і обох сільських рад в одну. На території Кухітської Волі -2 було утворено другу бригаду вже єдиного колгоспу, а центральну садибу перенесено в центр села, який знаходився на Кухітській Волі — 1 . Колгосп отримав назву імені С. Кірова (в 1992 році перейменований на колгосп імені Л.Українки).
Після того, як в 1958 році було ліквідовано МТС сільськогосподарська техніка поставлялася безпосередньо у колгосп. Поступово колгосп вже мав всю необхідну техніку. Ще на початку 50-х років розгорнулася широка кампанія меліорація земель та осушення боліт. Навколо села були проведені меліоративні роботи внаслідок яких для сільського господарства були значно розширено площі земель.
Для переробки вирощено сільськогосподарської продукції було збудовано консервний цех. З часом колгосп перейменовано у КСП — колективне сільськогосподарське підприємство, а ще через деякий час — у СВК — сільськогосподарський виробничий кооператив. Протягом існування вже єдиного колгоспу його почергово очолювали:
- Доронін
- Брень Іван Олександрович
- Ходневич Василь Іванович
- Шкода Іван
- Марчук Григорій Якимович
- Мінчук Григорій Володимирович
- Антосюк Юрій Іванович

На 2007 рік у зв'язку з розпаюванням колгоспних земель господарство майже повністю занепало. Колгоспники отримали свої земельні частки в натурі і ведуть свої особисті господарства. Частина земель залишається не займаною. Консервний цех не працює, худобу розпродано, частину сільськогосподарської техніки забрали в рахунок боргів колгоспу, а частину — розпродали.

## Населення
Згідно з переписом УРСР 1989 року чисельність наявного населення села становила 2220 осіб, з яких 1059 чоловіків та 1161 жінка.
За переписом населення України 2001 року в селі мешкало 2012 осіб.

### Мова
Розподіл населення за рідною мовою за даними перепису 2001 року:
| Мова       | Відсоток |
| ---------- | -------- |
| українська | 99,85 %  |
| російська  | 0,15 %   |

## Сільська рада
Перша сільська рада була утворена в селі в 1940 році. Від встановлення радянської влади на території села діяло дві сільських ради: одна була утворена на території частини села Кухітська Воля-1, а друга-на території іншої частини села Кухітська Воля — 2.
В 1952 р. дві сільські ради було об'єднано в одну. Протягом час існування єдиної сільської ради (з 1952 року по даний час 2008 року) на посаді голови сільської ради перебували:
- Кулик Микола Лукашович
- Шиманський Володимир Максимович
- Надієвець Адам Мусійович
- Ошита Адам Іванович
- Кулик Микола Лукашович
- Веремчук Денис Іванович
- Мініч Василь Миколайович
- Макаревич Петро Васильович
- Антосюк Юрій Іванович
- Шевчук Василь Олексійович
- Брень Петро Леонідович

До Кухітсько-Вільської сільської ради на сьогодні входять села:
- Кухітська Воля-1
- Кухітська Воля-2
- Острівськ
- Ждань

Також до складу Кухітсько-Вільської сільської ради входять хутори:
- Кутні
- Загір'я
- Волугове
- Павліново
- Кичач
- Лепське
- Стрімське
- Калашівк
- Порослі
- Климів Ріг
- Любки
- Бірки
- Христі

За чисельністю населення сільська рада одна з найбільших у Зарічненському районі, її територію розбито на 18 округів. Кожен сільський округ у органах місцевого самоврядування представляє сільський депутат.
Сільська рада за всю історію існування входила до Дубровицького району, Морочненського району . Володимирецького району, а 1946 року — Зарічненського району.
05.02.1965 Указом Президії Верховної Ради Української РСР передано Кухітсько-Вільську сільраду Дубровицького району до складу Володимирецького району.

## Сільська школа
За часів панської Польщі діти вчилися по хатах, у тому числі в хаті у Кардачата в старій хаті Черевка Миколи, які ще й досі стоять.
В 1938 р. була побудована перша школа на зразок тої, яка була в сусідньому селі Залізниця. Навчались в цій школі діти від першого по шостий клас. Вчили польські вчителі. В 1942 році вона була спалена радянськими партизанами, оскільки приміщення школи використовувалось окупаційною владою для зберігання зерна.
В післявоєнні роки, а саме в 1946—1947 роках на території Кух.-Волі було створено дві початкові школи. Першим директором школи, що знаходилась в хаті, де зараз живе Алексейчик Аня, був Скалига Іван Антонович.
На початку 50 років була побудована семирічна школа, яка зараз іменується «старою школою». Перший її директор Скринник.
В 1958 році розпочалось будівництво «нової школи», яке було завершено на початку 60-х років.

### Спогади вчительки початкових класів Гриценко Марії Кузьмівни
Я приїхала в Кухітську Волю 20 серпня 1946 року. Дорога була далека. З Кам'янець-Подільська приїхали в Рівне, а з Рівного інспектор Зозуль повіз нас в Пінськ. В Пінську сиділи під розваленим містком п'ять днів поки по нас не приїхали із Зарічного підводи. В Зарічному сиділи три дні за призначенням на роботу. Мене направили в Кух.-Волю-II, а Перчак Фросину Тихонівну в Кух.-Волю-I.
Дали нам по куску мила і по два кілограми борошна. Якраз були підводи і ми приїхали в село. Поселили мене до сім'ї Мороз Ганни К. Жила я окремо в кімнаті. Сім'я була дуже добра. Допомагали мені в усьому.
На час, коли я приїхала в село, там уже був учитель Черкасець Іван Самійлович.
Ми почали підготовлювати дітей до школи. Ходили по хуторах. За провідника був Піндюр Прокіп. Дітей було багато. Багато переростків по 9-11 років. В перший клас прийшло 120 учнів, а 14 трошки вміли читати і ходили в другий клас. Це Черевко Олексій, Брень Микола Ф., Брень М. І., Мороз Микола, Алексейчик К., Мініч В… Робили в дві зміни. У мене було два перших класи. В одному 43 учні, а в другому — 42 учні. Сиділи по трьох за партою. Умови роботи були надзвичайно погані.
Дали нам кімнату без вікон. Не було книжок, зошитів, чорнила, дошки, ручок, крейди.
І так без нічого почалася робота. Я на товстому папері з мішків писала букви, слова. Так дітей вчила читати. Ручки були в дітей саморобні. Писали чорнилом з червоного буряка, на папері з мішків.
Потім принесли нам кусок чорної дошки. Довжина 1 м 50 см і ширина 50 см. Діти по черзі і по росту тирами дошку, притуливши її до стіни, тоді, як на ній писали. Писали білою глиною, яка розсипалася в руках.
В перші місяці мені працювати було тяжко, а потім ставало легше і легше.
Нам в класі вставили вікна. Привезли зошити в лінію, які треба було розлініювати для письма і математики. Прибили до стіни справжню дошку. Повидавали чорнильниці і кілька ручок. Чорнильниці ставили п одній на кожну парту. Появились перші БУКВАРІ.
Діти охоче йшли до школи, хоча умови навчання були погані. Кожна дитина прагнула якнайскоріше навчитись читати, писати, рахувати. Деякі учні в школу ходили в постолах. Взуття було не у всіх. Навчальне приладдя носили в школу в саморобних дерев'яних сумках (їх ще називали скриньками) і в полотняних сумках.
Іван Самійлович виїхав, а навчання продовжувала Ніна Олександрівна Лавровська.

### Спогади вчительки початкових класів Бордюг Галини Іванівни
Приїхала я в село Кух.-Волю в 1950 році 15 серпня. Підводою привезли нас: мене і Стельмах Наталію Іванівну з Зарічного вечором. Переночували ми у діда Федорчука. Потім нас відвезли до Шустера Андрія, де ми жили в одній кімнаті з господарями. Прислали директора школи Лобатова. Розпочався навальний рік. Школи не було, навчали дітей по хатах. Початкові класи з першого по четвертий навчались в селі, їх учили Марченко Н. Д., Жданович Т. П., Лавровська Н. О., Ляховець Л. А. Діти навчались у дві зміни, а 5-ті класи училися на хуторі Павліново. Учнів було багато — 125. Разом з Кухітсько-Вільськими дітьми в 5-й клас ходили діти з Острівська. 5-ті класи учили Стельмах Н. І., Бурко Ф. П., Бордюг Г. І., Лобатов і Лобатова П., Ляховець А. П. Світла в школі не було, учились діти при лампах. Діти ходили з хуторів за 3-6 км в постолах, суконних піджаках. Книжки носили в дерев'яних скриньках, чорнило в пляшечках. В 5-ті класи ходили переростки з 1933—1938 років народження. Учні були дружні, спокійні, ввічливі. Діти хотіли вчитись. Багатьох дітей батьки не пускали в школу. Необхідно було пасти корів та овець, а дівчаток заставляли прясти. Учителі групами ходили по хатах і пояснювали батькам, що дітям необхідно ходити до школи. Окремих батьків викликали в сільську раду на сесію. Важко було дітям добиратись до школи з хуторів, бо були скрізь канави, води багато, а вечорами темно, але діти були дружні, чекали одне одного, батьки приходили по дітей. В 1952 році побудували невеличку школу. Директором був Скринник В. Т. Приїхали ще вчителі. В цій школі всі учні не поміщувались. Початкові класи навчались в Кух.-Волі-I в хаті (на піску).

### Зі спогадів вчителів початкових класів Савсюк Надії Никодимівни
Я приїхала на роботу в Кухітсько-Вільську школу в 1968 році в серпні місяці. Директором школи був Лотюк Микола Йосипович, а завуч — Остапик Петро Степанович. Всіх учнів було тоді більше як 700. Навчання здійснювалося у дві зміни. 1-4 класи вчились у першу зміну, а 5-10 класи у другу зміну. Початкових класів було 9 комплектів. І в кожному більше як 30 учнів. Перших класів три, і один з них був мій — 33 учні. В класах стояли саморобні дерев'яні парти різної величини. Писали чорнилом і перами, що встромлялись в дерев'яні ручки. Чорнило наливали в спеціальні порцелянові чорнильниці. Кожний клас мав ящичок з відповідною кількістю чорнильниць. В приміщення старої школи був магазин, у якому можна було купити шкільно-письмове приладдя, цукерки. Працювала кухня і за копійки учням продавався чай і пончики. Була впорядкована шкільна ділянка. Вирощувались огірки, капуста, помідори, перець. Їх купляли вчителі і населення. Запам'ятався біологічний кабінет. Він вразив великою кількістю різноманітних вазонів. А перед школою був акуратно загороджений квітник. Спортзал знаходився в нинішній церкві.

### Зі спогадів завуча школи Філіпчук Марії Миколаївни
Шістнадцять років тому я прийшла працювати у Кухітсько-Вільську ЗОШ I—III ступенів вихователем групи продовженого дня. Тоді в школі навчалось ще 540 учнів, з них 128 молодших. Шістдесят початківців продовжували свій шкільний день у групах продовженого дня, яких при школі було дві. Навчання було двозмінним, друга зміна закінчувалась о 19-й, 20-й годині. Навчались і в суботу. Працювати було важко і незручно.
Нинішній колектив школи дуже молодий. З 35 членів колективу 18 учителів віком до 30 років.
Обличчя сучасної школи таке: на зміну двозмінному прийшло однозмінне, п'ятиденне навчання, яке здійснюється у світлих класах та кабінетах.
Та на превеликий жаль, кількість дітей, що навчаються, різко зменшилась. Їх зараз у школі всього — 320, з них 90 школярів молодшого віку.
При школі діє інтернат, де проживають діти і хуторів та із сусідніх сіл Острівська та Жданя.
Всі діти безплатно харчуються у шкільній їдальні за рахунок чорнобильського фонду. У школі є велика бібліотека, обладнаний майданчик.

## Релігія

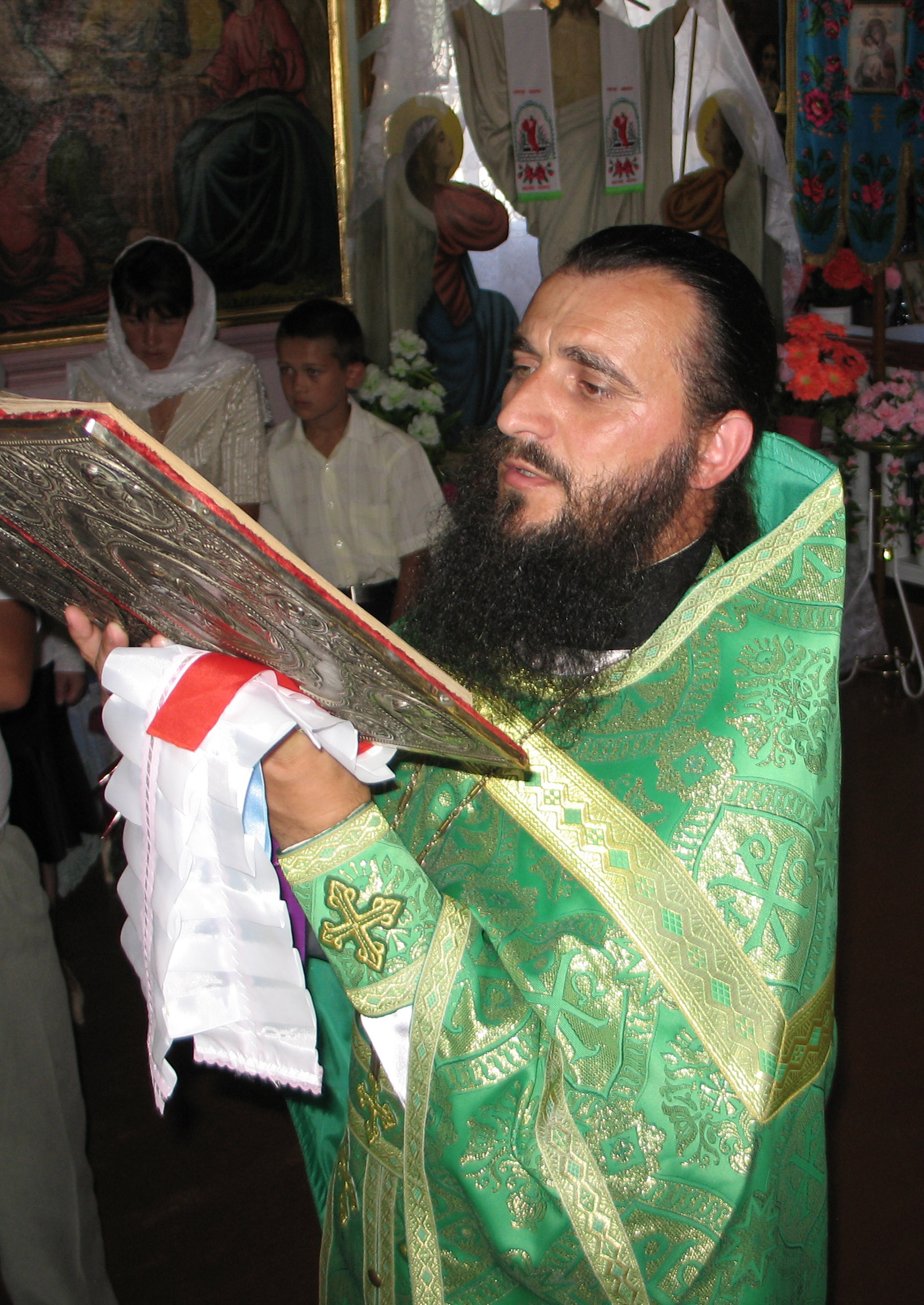
Отець Іван Парипа, настоятель місцевого православного храму

Отцем Іваном Парипою створено і записано з його чоловічим і жіночим церковними хорами пісню «Бучинське Диво» про Бучинську Ікону Божої матері. На пісню створено також і відео-кліп.
Метричні книги Кухітсько-Вільської Параскевської церкви за 1801, 1840—1842, 1844—1847, 1849—1855, 1857, 1859 роки зберігаються в Національному історичному архіві Білорусі в м.Мінськ.